# Ligyrocoris depictus
Ligyrocoris depictus är en insektsart som beskrevs av Barber 1921. Ligyrocoris depictus ingår i släktet Ligyrocoris och familjen Rhyparochromidae. Inga underarter finns listade i Catalogue of Life.